# Луцій Корнелій Сципіон Азіатік (консул 190 року до н. е.)
Луцій Корнелій Сципіон Азіатік (232—183 роки до н. е.) — політичний, державний та військовий діяч Римської республіки, консул 190 року до н. е.

## Життєпис

### Війна з Карфагеном
Походив з патриціанського роду Корнеліїв, його гілки Сципіонів. Син Публія Корнелія Сципіона, консула 218 року до н. е., та Помпонії. З дитинства мав слабке здоров'я, тому своєю кар'єрою завдячував братові — Публію.
У 207 році до н. е. служив у нього легатом під час війни з карфагенянами в Іспанії. під час цього захопив м. Оронгій. Був спрямований до сенату з доповіддю про захоплення Іспанії. У 205 році до н. е. тимчасово керував армією брата Публія, поки той воював під Локрами.
У 204 році до н. е. разом з братом переправився до Африки, під час кампанії виявив мужність. У 202 році до н. е. був членом посольства до сенату, яке прибуло до Риму із звісткою про перемогу під Замою. 196 році до н. е. обіймав посаду квестора, у 195 році до н. е. обраний курульним еділом. У 193 році до н. е. став претором та як провінцію отримав Сицилію. Під час керування островом видав закон стосовно регулювання місцевого самоврядування в Агригенті.

### Війна з Антіохом III
У 191 році до н. е. балотувався на посаду консула, але програв. У цьому ж році призначений легатом консула Марка Ацилія Глабріона в Греції. У 190 році до н. е. обрано консулом разом з Гаєм Лелієм. Отримав провінцію Грецію й доручення вести війну з Антіохом III, царем Сирії. Як легат у Луція Сципіона був його брат Публій, який фактично керував військовими діями. Незабаром після початку бойових дій було укладено перемир'я з етолійцями на 6 місяців. Надалі було захоплено м. Лісімахія, а згодом Луцій Сципіон перебрався до Азії. Маючи намір завадити союзу Прусія I, царя Віфінії, з царем Антіохом III Луцій Корнелій надав гарантії віфінському цареві збереження за ним царства. Водночас вів перемовини з послами сирійського царя, але марно. Під м. Іліон до армії Сципіона приєднався Евмен II, цар Пергаму. Після цього об'єднані сили римлян та пергамців одержали при Магнесії вирішальну перемогу над Антіохом III. Значну роль у перемозі відіграв легат Гней Агенобарб, який керував військами замість Публія Сципіона, що захворів.
У Сардах відбулися попередні перемовини про мир, згідно з якими сирійці повинні були залишити землі на північ від гірської системи Тавр та сплатити 15 тисяч талантів контрибуції. У 189 році до н. е. Луцій Сципіон передав командування своєму наступникові Гнею Манлію Вульсону й повернувся до Рима, де отримав тріумф. До того ж отримав агномен «Азіатік» (Азійський).

### Внутрішня боротьба
По поверненню до Риму брати Сципіони стикнулися з протистоянням з боку Марка Порція Катона, який за допомогою братів Петиліїв, які були народними трибунами, звинуватили Сципіонів у корупції й вимагали звіту про свої дії в Азії. Луцій мав намір відзвітувати перед сенатом, проте його брат Публій демонстративно розірвав усі папери. У цьому ж році народний трибун Гай Мінуцій Авгурін притягнув Луція Корнелія до суду, який постановив Луцію сплатити штраф. Поручителем виступив народний трибун Тіберій Семпроній Гракх. Щоб сплатити штраф Луцій Сципіон вимушений був продати своє майно.

### Останні роки
У 186 році до н. е. Луцій Сципіон був спрямований на схід, щоб владнати суперечки поміж царями — Евменом II та Антіохом III. По поверненню Сципіон влаштував 10-денні обітні ігри на честь перемоги над Сирією. Кошти для цього були надані народом.
У 185 році до н. е. балотувався на посаду цензора, але програв. Цензор Марк Порцій Катон виключив Луція із стану вершників. У 183 році до н. е. був членом посольства до Прусія I, царя Віфінії, стосовно видачі Ганнібала. Незабаром після повернення до Риму він помер.

## Родина
Діти:
- Луцій Корнелій Сципіон, квестор 167 року до н. е.